# Rodger Bumpass
Rodger Dale Bumpass (20 de noviembre de 1951) es un actor de voz estadounidense. Es más conocido por interpretar a Calamardo Tentáculos en Bob Esponja y el Profesor Membrana en Invasor Zim.

## Participaciones con voz

### Series de TV
- ¿Dónde en el Mundo está Cármen San Diego? - Sheriff.
- ¿Qué hay de nuevo Scooby-Doo? - Presentador.
- 101 Dálmatas - Voces adicionales.
- Batman: La serie animada - Hoffman.
- Bob Esponja - Calamardo Tentáculos.
- Invasor Zim-Profesor Membrana.
- Bonkers - Agent Tolson.
- Los castores cascarrabias - Elefante.
- Los Jóvenes Titanes - Dr. Light.
- Los Supersónicos - Voces adicionales.
- Los Padrinos Mágicos - Reportero-Pepe Veraz
- Los Verdaderos Cazafantasmas - Louis Tully.
- Raw Toonage - Grumbles el Grizzly.
- TaleSpin - Dr. Axelotte.
- Timón y Pumba - León salvaje.
- Tiny Toons - Ronald Grump.
- Toxic Crusaders - Voces adicionales.
- Zona Tiza - Biclops.

### Películas
- Bio-Dome - Narrador.
- Cars - Voces adicionales.
- El gigante de hierro - Voces adicionales.
- El jorobado de Notre Dame - Voces adicionales.
- El planeta del tesoro - Voces adicionales.
- Hércules - Voces adicionales.
- La Era del Hielo 2 - Voces adicionales.
- Monsters, Inc. - Voces adicionales.
- Pocahontas 2: viaje a un nuevo mundo - Voces adicionales.
- Tarzán - Voces adicionales.
- Tierra de Osos - Voces adicionales.
- Toy Story 2 - Voces adicionales.
- Kung Fu Magoo - Voz de General Smith.
- Bob Esponja: La película - Calamardo Tentáculos
- Bob Esponja: Un héroe fuera del agua - Calamardo Tentáculos
- The Super Mario Bros Movie - Waluigi

### Videojuegos
- Mario Superstar Baseball - Birdo.
- Planescape: Torment - Strahan Runeshadow.
- SpongeBob SquarePants: Battle for Bikini Bottom - Calamardo Tentáculos.
- SpongeBob SquarePants: Employee of the Month - Calamardo Tentáculos.
- SpongeBob SquarePants: Operation Krabby Patty - Calamardo Tentáculos.
- Teen Titans - Dr. Light.
- Neverwinter Nights 2 — Kelemvor